# Dumbrăvița (Timiș)
Dumbrăvița es una comuna ubicada en el distrito de Timiș, Rumania.

## Superficie
Posee una superficie de 18,99 kilómetros cuadrados.

## Demografía
Hasta 2021 la población era de 20 014 habitantes, con una densidad de población de 1,054 habitantes por kilómetro cuadrado.